# Vnorovy
Vnorovy är en ort i Tjeckien.   Den ligger i regionen Södra Mähren, i den sydöstra delen av landet, 250 km sydost om huvudstaden Prag. Vnorovy ligger 186 meter över havet och antalet invånare är 3 062.
Terrängen runt Vnorovy är platt åt nordväst, men åt sydost är den kuperad.Runt Vnorovy är det ganska tätbefolkat, med 58 invånare per kvadratkilometer. Närmaste större samhälle är Veselí nad Moravou, 3,1 km nordost om Vnorovy. Omgivningarna runt Vnorovy är en mosaik av jordbruksmark och naturlig växtlighet.